# Emery (Utah)
Emery è una città degli Stati Uniti d'America, situata nello Stato dello Utah, nella Contea di Emery.